# Araiostegia beddomei
Araiostegia beddomei là một loài dương xỉ trong họ Davalliaceae. Loài này được C. Hope Ching mô tả khoa học đầu tiên năm 1959.